# 地上の恋人
「地上の恋人」（ちじょうのこいびと）は、 1978年12月21日に発売された郷ひろみ29作目のシングル。

## 解説
ジャケットの写真は篠山紀信の撮影。

## 収録曲
全曲　作詞:阿木燿子／作曲・編曲:筒美京平
1. 地上の恋人 (3分38秒)
2. TATTOO（タトゥー） (4分18秒)